# Tumulus de Tumiac
Le tumulus de Tumiac est un tumulus mégalithique situé à Arzon, dans la presqu'île de Rhuys, dans le département français du Morbihan. 

## Historique
En raison de sa grande visibilité extérieure, le site est connu de longue date sous le nom de butte de César car, selon la tradition, il aurait servi d'observatoire à Jules César pendant sa guerre contre les Vénètes en 56 av. J.-C.. Il est mentionné dans tous les ouvrages d'archéologie du XIXe siècle (Mahé en 1825, Cayot-Delambre en 1847). En juillet 1853, la Société polymathique du Morbihan, ayant appris qu'une tranchée avait été ouverte dans le côté sud du tumulus et que l'on y « constatait l'existence d'une grotte » (sic), Louis Galles et le docteur Alfred Fouquet se rendirent sur place pour l'explorer. Le cratère actuellement visible au sommet du tumulus correspond au trou vertical pratiqué à l'époque pour son exploration. 
Le site fait l’objet d’un classement au titre des monuments historiques par arrêté du 12 mars 1923. 
En 1934, Zacharie Le Rouzic y entreprend une nouvelle fouille préalable à la construction d'une galerie d'accès à la chambre et à la consolidation de celle-ci par l'installation d'une dalle de couverture en ciment. L'accès à l'intérieur du monument est désormais interdit au public en raison de l'instabilité du tumulus.

## Description
Cet édifice appartient aux grands tumulus dits « carnacéens », comme le tumulus Saint-Michel à Carnac et le tumulus du Ruyk à Locmariaquer. De forme conique, il mesure 55 m de diamètre à la base pour une hauteur d'environ 15 m. D'origine totalement artificielle, son volume est estimé à 16 000 m3. Le tumulus est constitué d'un cairn dolménique qui a été recouvert par une énorme couche de vase, elle-même surmontée d'une légère couche de terre et de pierres mélangées.
Le cairn contient un « dolmen » légèrement décentré à l'est par rapport à l'axe central du tumulus. Le dolmen mesure 4,80 m de longueur. Il comporte un court couloir de 1,50 à 1,80 m de large, orienté est-sud-est, et une chambre de 2,40 m de côté dont la hauteur varie de 1,50 à 1,75 m. La chambre est délimitée par trois orthostates (une en gneiss, deux en granulite) sur ses côtés ouest, nord et sud. Ces trois dalles-supports comportent des gravures en creux (traits, cercles). L'ensemble est recouvert d'une unique dalle en quartz. Le couloir est recouvert par deux dalles, reposant sur des murs en pierres sèches, dont une brisée en son milieu, cette fracture correspondant à l’entrée de la grotte signalée en 1853. Selon Galles, le sol de la chambre était dallé avec des pierres plates à l'état brut mais Le Rouzic signale qu'il n'a pas retrouvé ce dallage en 1934. Ce « dolmen » étant fermé de tous côtés, s’apparente en fait à un grand coffre mégalithique. 
Dans l’angle extérieur sud-ouest de ce coffre, Le Rouzic découvrit en 1934 une ouverture communiquant avec second coffre, plus petit (1,60 m de long sur 0,80 m de large et 1,80 m de haut), construit en maçonnerie sèche et recouvert par encorbellement. Selon Le Rouzic, le cairn pourrait abriter d'autres coffres périphériques de ce type.

## Mobilier archéologique et datation
Le monument n'avait pas été violé avant son exploration. Le mobilier archéologique recueilli en 1853 et complété par les fouilles de 1934 est très riche. Il comprend 32 haches (6 en chloromélanite, 24 en fibrolithe, 1 en aphanite, 1 en feldspath), 3 colliers en callaïs (soit 237 perles), des éclats de hache, une corne de bovin retravaillée, deux petits fragments de poterie (1 noir, 1 rouge). Ces objets sont conservés au musée archéologique de Vannes.

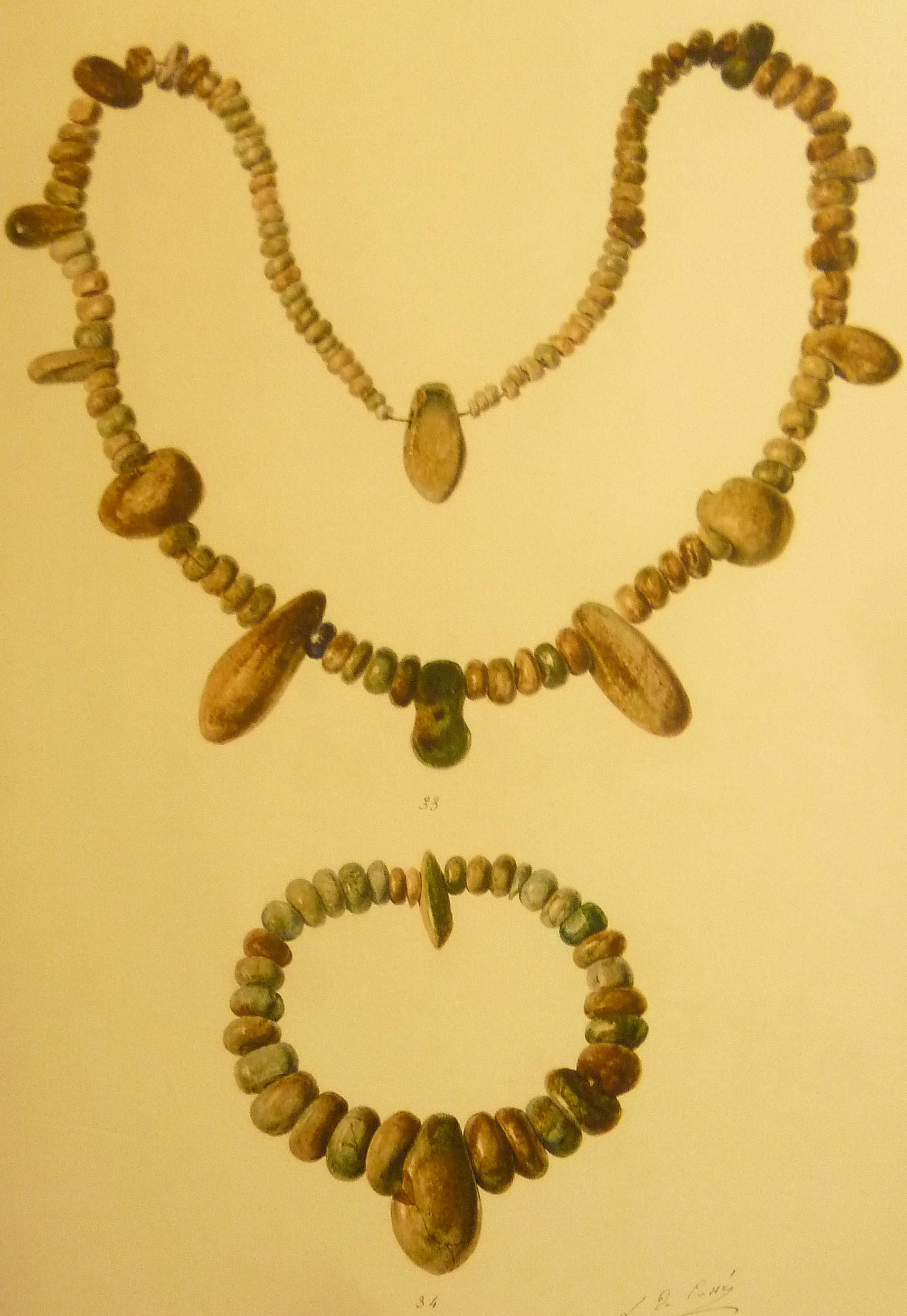
Planche aquarellée datant de 1867 représentant une parure (par Léon Davy de Cussé).
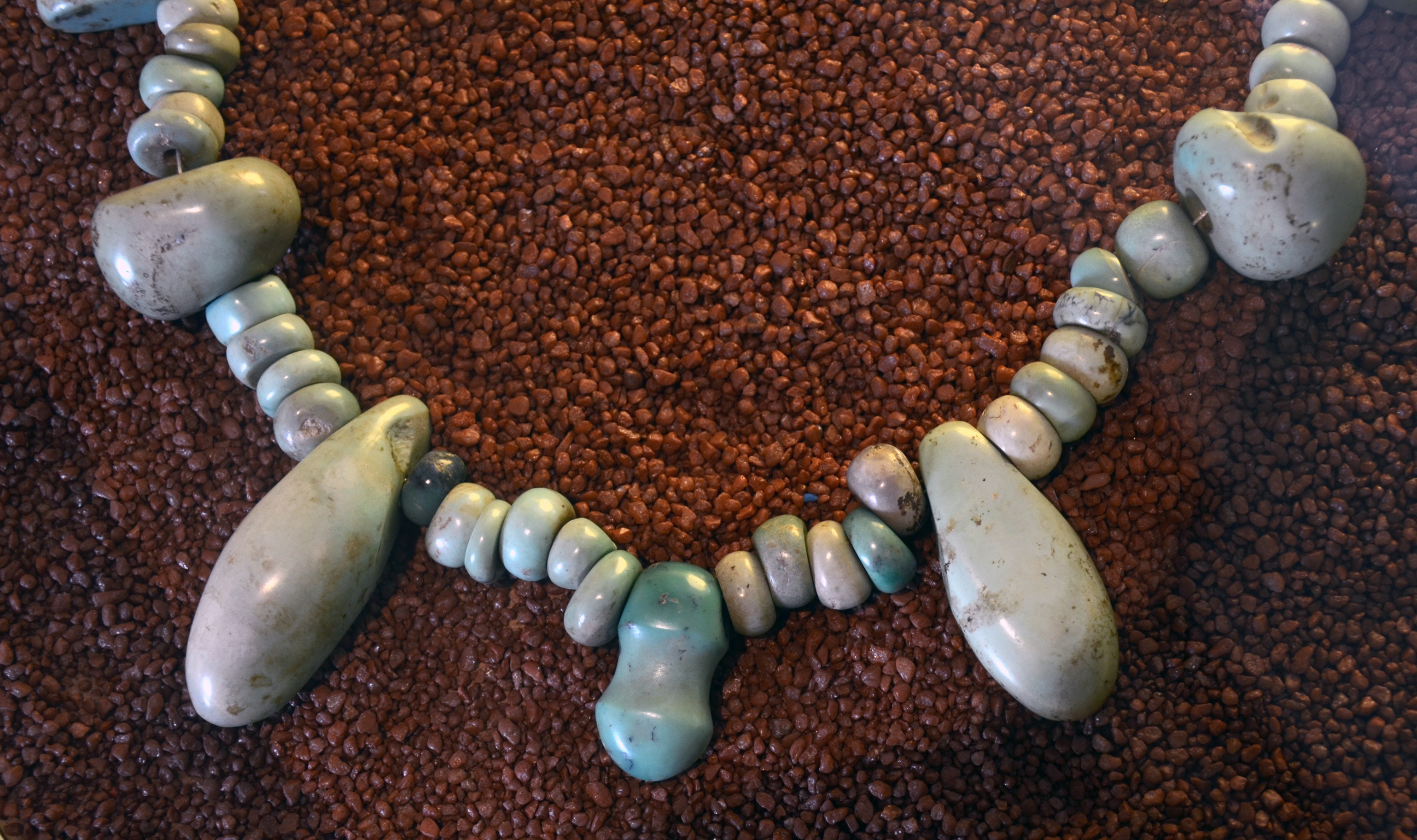
Collier constitué de perles en callaïs, Musée archéologique de Vannes